# さあ、やるぞ 必ず勝つ
さあ、やるぞ 必ず勝つ（さあ やるぞ かならずかつ）は、阿含宗の布教番組。

## 概要
日本全国のラジオ局で毎週日曜日の早朝に15分枠で放送されている。同宗管長・桐山靖雄による同名の本（平河出版社刊、法話集と称する）を、ナレーターが朗読する形式。

## ネット局
- STVラジオ 5時10分～5時25分
- 東北放送 5時30分～5時45分
- 新潟放送 5時30分～5時45分
- RFラジオ日本 5時30分～5時45分
- ラジオ大阪 6時30分～6時45分
- 中国放送 5時15分～5時30分
- 九州朝日放送 5時20分～5時35分
- 宮崎放送 5時00分～5時15分